# Royaume du Wagadu
300–1260
Entités précédentes :
- Culture Tichitt

Entités suivantes :
- Royaume du Ghana

Le royaume du Wagadu ou du Ouagadou ou de Waaga est le royaume mythique duquel découle les deux branches dynastiques des dirigeants soninkés de l'empire du Ghana. Le terme Wagadu est également la désignation privilégiée dans la tradition orale pour évoquer l'empire du Ghana.

## Identification
L'identité historique du royaume du Wagadu reste toujours sujette à discussion mais il est fait presque consensus qu'il s'agit d'une autre désignation pour l'empire du Ghana tel que l'a démontré Abdoulaye Bathily. Les raisons de cette double dénomination historique se retrouvent dans le caractère spécifique de l'historiographie de l'Afrique où se recroisent d'une part des sources externes (ici issues du monde arabe) et des sources internes (ici issues de la tradition orale). La désignation de Ghana est spécifique aux sources écrites arabes tandis que la désignation de Wagadu est spécifique à la tradition orale sahélienne.
Le terme de Wagadu est encore aujourd'hui employé pour désigner le royaume du Ghana, mais il est majoritairement associé à une fonction mythologique propre à la culture soninkés, la liant à plusieurs mythes fondateurs et considérant un royaume mythique duquel découle les deux branches dynastiques fondatrices du royaume du Ghana,.

## Légende

### Clan Cissé
Le mythe fondateur du royaume de Wagadu, reconstruit tardivement, puise ses inspirations dans les récits bibliques de Jacob. Ainsi, si l'histoire de Dinga Cissé, premier roi de Wagadu, est une reconstruction, il reste probable qu'il soit le personnage historique ayant fondé la dynastie du royaume du Ghana. Les versions de ce mythe fluctuent mais font communément appel à un ancêtre commun, Dinga Cissé, qui aurait migré depuis le Moyen-Orient ou depuis Assouan. Certaines versions indiquent qu'il séjourne d'abord à Djenné-Djeno avant de s'installer à Dia. C'est depuis cette ville que les deux fils de Dinga Cissé auraient formé les différentes villes du Sahel. En 2022, François-Xavier Fauvelle précise que la reconstruction ultérieure de ce mythe repose sur l'idéologie diffusionniste de l'historiographie colonialiste du XIXe et XXe siècles.
Au sein du territoire, Dinga Cissé se déplace de villes en villes avec ses fils et doit également combattre des génies et magiciens dont il épouse les trois filles après sa victoire. Les fils qui en découlent forment différents clans Soninké et le clan de Cissé dirige l'ensemble du territoire constitué de ces clans. Le mythe évoque ensuite le conflit de succession qui oppose ses deux fils, Diabe et Khiné, suite à son décès. Diabe doit fuir et il s'établit à Koumbi Saleh, un emplacement gardé par le serpent sacré Bida.

### Royaume de Wagadu

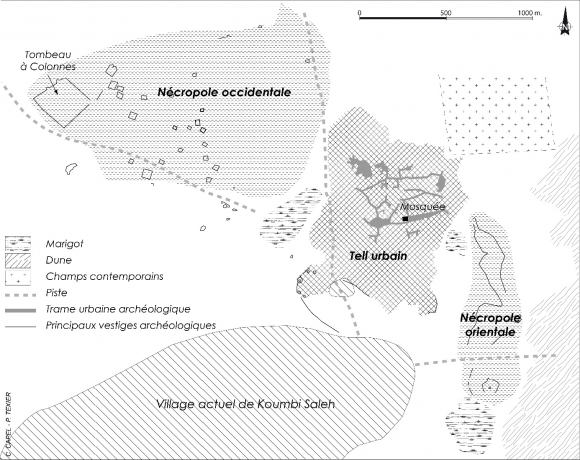
Plan du site archéologique de Koumbi Saleh d'après les fouilles réalisées en 2007.

Il fait un pacte avec le dieu et lui promet de le protéger et de lui fournir chaque année une vierge en offrande à la condition que Bida continue de veiller sur la ville et lui garantisse un accès à l'eau et des pluies abondantes desquelles ruissellent de l'or.
Ce nouveau royaume qu'il nomme Wagadu a pour capitale Koumbi Saleh et Diabe Cissé et ses successeurs prennent le titre royal de maghan. Les quatre lieutenants de Diabe Cissé et leurs descendants sont nommés fado, gouverneurs des quatre provinces. Ces clans aristocratiques se désignent sous le nom de wago. Chaque année, les fado et le maghan se réunissent afin d'organiser l'offrande à Bida. Certains traditions orales rajoutent que les provinces fournissant la vièrge offerte à Bida s'alternaient chaque année.
Le mythe présente également la fin du Wagadu comme étant la rupture du pacte passé avec Bida et dans lequel un jeune noble, amoureux de la vierge désignée, tranche la tête du serpent. La rupture du pacte prive la ville de pluie et d'or, menant à la chute de l'empire. Dans certaines versions, le serpent possède sept têtes qui tombent là où se trouveront les sept mines d’or de l’Ouest africain (Bambouk, Bouré, Falémé, Galam, Bondoukou, Lobi).
Une autre version raconte que lorsque le fiancé de la jeune vierge tue le serpent Bida, rompant l’alliance passée jadis entre Dinga et Bida, la tête roule vers le sud, emportant avec elle les pluies. Arrive une terrible sécheresse, et les Kakolos affamés doivent quitter le pays à la recherche de nouvelles terres. Ils seraient les ancêtres des Malinkés et des Bambaras du Mali, des pêcheurs bozos et sorkos du fleuve Niger.
Le meurtre de Bida serait le symbole de l’abandon du culte des ancêtres et de l’adoption de l’islam par les Soninkés selon la tradition orale alors que le récit des voyageurs arabes (Al-Idrissi, Al-Bakri) impute la destruction du royaume par les forces almoravides (mouvement réformiste rigoriste venu du Maroc) en 1076, suivi de l’émigration vers le sud de ceux qui souhaitent rester animistes.

## Interprétation scientifique du mythe
Le mythe de Wagadu contient quelques éléments utiles sur le plan historique à la compréhension des origines de l'empire du Mali. Le conflit de succession entre Diabe et son frère est particulièrement commun au sein des groupes Soninké. Le pacte avec Bida est quant à lui perçu comme un potentiel pacte effectué avec une communauté qui intègre une dimension matrilinéarité dans le mode de succession du Ghana dont l'hégémonie serait dès lors garantie par des alliances matrimoniales.
Les différents déplacements de Dinga et le conflits contre les magiciens peuvent être interprétés comme l'expression de flux migratoires d'une population, puis de conquêtes militaires et enfin d'établissement d'alliances matrimoniales. En effet, plusieurs cités influentes émergent au sein du territoire et des princes dirigeants sont nommés afin de faciliter l'administration du royaume. Ceux-ci se soumettent par un système feudataire à l'autorité centrale établie à Koumbi Saleh. Les sociétés étant matrilinéaires, les femmes ont une fonction importante dans la désignation de l'ordre de succession,.
Sur le plan environnemental, le lien entre les pluies et l'approvisionnement en or est également cohérent. En effet, les principaux sites aurifères des cités sahéliennes se concentrent initialement sur l'exploitation des points d'alluvions déposés par le ruissellement des eaux. La fin du mythe semble également trouver un écho dans l'évolution climatique de la région aux XIIe et XIIe siècles. L'assèchement et la désertification réduit non seulement la capacité agricole des différentes communautés, mais aussi la quantité d'or déposée dans les alluvions. Le récit de ce mythe pourrait dès lors retracer ces changements climatiques qui constitueraient l'une des cause de l'effondrement de l'empire du Ghana.

## Évocations dans les arts
Le poète Léopold Sédar Senghor évoque la légende du wagadou dans son poème Le Kaya-Magan, où il présente le wagadou comme un royaume de cocagne.
Le cinéaste burkinabé Dani Kouyaté a sorti en 2001 le film Sia, le rêve du python qui est une adaptation de la pièce de théâtre du Mauritanien Moussa Diagana La Légende du Wagadou vue par Sia Yatabéré. Ce film suscita la colère de la société soninké qui se plaint que leurs ancêtres y ont été considérés comme des sanguinaires.